# BINBIN系列
《BINBIN系列》（日語：びんびんシリーズ），是日本富士電視台播放的系列電視劇，東寶製作。由1987年至1989年連續三年的三部月九檔連續劇，以及多部特別篇組成。是1980年代後期的大熱日本電視劇。
系列故事均圍繞德川龍之介（田原俊彥 飾）和榎本英樹（野村宏伸 飾）兩個角色展開，但是角色的設定在不同的故事中也會有所不同。

## 廣播電台也瘋狂
《廣播電台也瘋狂》（日語：ラジオびんびん物語），1987年8月3日至9月21日播放。全8話。系列的第一作。
以現實中存在的廣播電台「日本放送」為舞台，講述德川龍之介和榎本英樹所在地電台的營業以及廣播劇的製作與播放等。平均收視率17.7%。

### 登場人物
- 田原俊彥：德川龍之介（主人公）
- 野村宏伸：榎本英樹（職場的後輩）
- 小林聰美：（職場的同事）
- 萩原流行：瀧澤（製作部主管）
- 鈴木保奈美：（贊助商的社長的千金小姐，在職場兼職）
- 阿藤海：（職場的前輩）
- 高橋瞳：（職場的同事）
- 辻澤杏子：（日本放送職員）
- 立原麻衣：（日本放送職員）
- ：（日本放送職員）
- 中島夕紀繪：（日本放送職員）
- 山下真司：沖田部長（職場的上司）
- 池上季實子：田島響子（製作部製作人）

### 製作
- 企劃：前田和也、龜山千廣、津島平吉
- 製作人：柴田徹、森田要、中山秀一
- 腳本：矢島正雄
- 音樂：渡邊博也
- 技術協助：東通
- 攝影：目黑錄影室
- 製作：富士電視台、東寶

### 主題曲
- 田原俊彥「如果？」
作詞：橋本淳；作曲：筒美京平；編曲：船山基紀

| 日本富士電視台 月九 星期一21:00至21:54   | 日本富士電視台 月九 星期一21:00至21:54  | 日本富士電視台 月九 星期一21:00至21:54 |
| ---------------------------------------- | --------------------------------------- | -------------------------------------- |
|                                          | 廣播電台也瘋狂 （1987.8.3 - 1987.9.21） |                                        |
| 夜夜懊悔的男人 （1987.5.18 - 1987.7.27） | 業界者去吧 （1987.10.5 - 1987.11.9）    |                                        |

## 老師也瘋狂
《老師也瘋狂》又譯: 阿SIR正傳（日語：教師びんびん物語），1988年4月4日至6月27日播放。全13話。系列的第二作。
隨著甜甜圈化現象的深入（即都市中心地區人口減少，向郊區轉移的現象）而學生數量大幅下降的東京「銀座第一小學校」為舞台的校園電視劇。平均收視率22.1%，最高收視率24.9%。
以新人熱血教師德川龍之介和後輩教師榎本英樹為中心，劇情體現出當時小學生群體浮動不安的心理狀態，以及學校的廢置合併、運營狀況等問題。
田原演唱的主題曲《擁抱TONIGHT》獲得巨大成功，是1988年度《The Best Ten》年度冠軍歌曲。

### 登場人物
- 田原俊彥：德川龍之介（香港配音:鄧榮銾）
- 野村宏伸：榎本英樹（香港配音:馮錦堂）
- 紺野美沙子：（香港譯名:奥沢高美；配音:雷碧娜）
- ：（香港譯名:奥沢泉子；配音:楊婉清）
- 五十嵐淳子：國立響子（香港配音:盧素娟）
- 萩原流行：滿田龜造（香港配音:魏惠文）
- 阿藤海：（香港配音:盧國權）
- 大竹まこと：江崎次郎
- 五代高之：鹿島康慶（的贊助人）（香港配音:林保全）
- 長塚京三：三田不動產社長
- 立原麻衣
- 佐藤允：仲山仙太郎校長（香港配音:源家祥）
- 平幹二朗：奥澤大造

### 製作
- 企劃：前田和也、龜山千廣、津島平吉
- 製作人：柴田徹、森田要、中山秀一
- 腳本：矢島正雄
- 導演：赤羽博、雨宮望、中山秀一
- 音樂：馬飼野康二
- 技術協助：東通
- 攝影：目黑錄影室
- 製作：富士電視台、東寶

### 各話資料
| 各話                                                          | 播放日期      | 標題 | 導演     | 收視率 |
| ------------------------------------------------------------- | ------------- | ---- | -------- | ------ |
| 第1話                                                         | 1988年4月4日  |      | 赤羽博   | 24.9%  |
| 第2話                                                         | 1988年4月11日 |      | 赤羽博   | 19.0%  |
| 第3話                                                         | 1988年4月18日 |      | 雨宮望   | 23.0%  |
| 第4話                                                         | 1988年4月25日 |      | 雨宮望   | 19.8%  |
| 第5話                                                         | 1988年5月2日  |      | 赤羽博   | 18.6%  |
| 第6話                                                         | 1988年5月9日  |      | 赤羽博   | 23.0%  |
| 第7話                                                         | 1988年5月16日 |      | 雨宮望   | 23.3%  |
| 第8話                                                         | 1988年5月23日 |      | 中山秀一 | 21.7%  |
| 第9話                                                         | 1988年5月30日 |      | 赤羽博   | 21.7%  |
| 第10話                                                        | 1988年6月6日  |      | 中山秀一 | 24.5%  |
| 第11話                                                        | 1988年6月13日 |      | 赤羽博   | 23.3%  |
| 第12話                                                        | 1988年6月20日 |      | 雨宮望   | 21.3%  |
| 最終話                                                        | 1988年6月27日 |      | 赤羽博   | 23.7%  |
| 平均收視率22.1%（收視率來自關東地區，Video Research調查數據） |               |      |          |        |

### 主題曲
- 田原俊彥「擁抱TONIGHT」
作詞：森浩美；作曲：筒美京平；編曲：船山基紀
- 香港版主題曲：《最愛的妳》(收錄於專輯《Changes》內)
作曲/填詞/主唱：黃翊

| 日本富士電視台 月九 星期一21:00至21:54 | 日本富士電視台 月九 星期一21:00至21:54 | 日本富士電視台 月九 星期一21:00至21:54 |
| -------------------------------------- | -------------------------------------- | -------------------------------------- |
|                                        | 老師也瘋狂 （1988.4.4 - 1988.6.27）    |                                        |
| 猛龍笑將 （1988.1.4 - 1988.3.21）      | 快點來玩吧！ （1988.7.4 - 1988.9.19）  |                                        |

## 老師也瘋狂II
《老師也瘋狂II》（日語：教師びんびん物語II），1989年4月3日至6月26日播放。全13話。系列的第三作。
德川龍之介調職至東京御茶水的名門私立小學「聖橋大學附属小學校」，在那裡又碰到了老搭檔榎本英樹。德川成為六年一班的班主任，他的學生正是面臨著升學考試的應屆生。本作中德川依然發揮著熱血的本色，故事中體現著考試戰爭中兒童的苦況。
平均收視率26.0%，最高收視率達到31.0，是富士月九劇的收視率首次突破30%。本作是「BINBIN系列」中最成功的作品。其中一名扮演女學生的童星就是將來的著名女演員觀月亞里莎。
在《老師也瘋狂I》中萩原流行飾演教師，阿藤海飾演教頭，而本作恰好調轉。
田原演唱的主題曲《抱歉，眼淚》繼前作之後，繼續是大熱歌曲。
1989年12月，本作VHS化。

### 登場人物
- 田原俊彥：德川龍之介
- 野村宏伸：榎本英樹
- 麻生祐未：三井祐子
- 生田智子：木下玲子
- 阿藤海：長曾我部權三
- 渡邊美奈代：
- 鶴田真由
- 大河內浩
- 蛭子能収
- 伊澤弘
- 觀月亞里莎
- 西野妙子
- Ousmane Sankhon
- 萩原流行：安田幸男
- 梶芽衣子：島津響子

### 製作
- 企劃：前田和也、龜山千廣、津島平吉
- 製作人：柴田徹、上木則安、中山秀一
- 腳本：矢島正雄
- 導演：赤羽博、太田雅晴、雨宮望
- 音樂：渡邊博也
- 技術協助：東通
- 攝影：目黑錄影室
- 製作：富士電視台、東寶

### 各話資料
| 各話                                                          | 播放日期      | 標題 | 導演     | 收視率 |
| ------------------------------------------------------------- | ------------- | ---- | -------- | ------ |
| 第1話                                                         | 1989年4月3日  |      | 赤羽博   | 23.1%  |
| 第2話                                                         | 1989年4月10日 |      | 赤羽博   | 24.7%  |
| 第3話                                                         | 1989年4月17日 |      | 赤羽博   | 21.6%  |
| 第4話                                                         | 1989年4月24日 |      | 赤羽博   | 25.0%  |
| 第5話                                                         | 1989年5月1日  |      | 太田雅晴 | 26.3%  |
| 第6話                                                         | 1989年5月8日  |      | 雨宮望   | 24.9%  |
| 第7話                                                         | 1989年5月15日 |      | 赤羽博   | 24.7%  |
| 第8話                                                         | 1989年5月22日 |      | 太田雅晴 | 26.0%  |
| 第9話                                                         | 1989年5月29日 |      | 赤羽博   | 27.5%  |
| 第10話                                                        | 1989年6月5日  |      | 雨宮望   | 28.9%  |
| 第11話                                                        | 1989年6月12日 |      | 雨宮望   | 26.9%  |
| 第12話                                                        | 1989年6月19日 |      | 赤羽博   | 27.8%  |
| 最終話                                                        | 1989年6月26日 |      | 赤羽博   | 31.0%  |
| 平均收視率26.0%（收視率來自關東地區，Video Research調查數據） |               |      |          |        |

### 主題曲
- 田原俊彥「抱歉，眼淚」
作詞：松井五郎；作曲：都志見隆；編曲：船山基紀

| 日本富士電視台 月九 星期一21:00至21:54   | 日本富士電視台 月九 星期一21:00至21:54 | 日本富士電視台 月九 星期一21:00至21:54 |
| ---------------------------------------- | -------------------------------------- | -------------------------------------- |
|                                          | 老師也瘋狂II （1989.4.3 - 1989.6.26）  |                                        |
| 愛上你的眼睛！ （1989.1.16 - 1989.3.20） | 同·級·生 （1989.7.3 - 1989.9.25）      |                                        |

## 特別篇
- SP BINBIN物語（SPびんびん物語，1988年10月）
- 老師也瘋狂特別篇（教師びんびん物語スペシャル，1989年10月）
- 巡查也瘋狂（巡査びんびん物語，1999年5月）
- 老師也瘋狂特別篇（教師びんびん物語スペシャル，2000年3月）
- 老師也瘋狂特別篇2（教師びんびん物語スペシャル2，2001年3月）